# Polypedilum hastaferum
Polypedilum hastaferum är en tvåvingeart som beskrevs av Harrison 2001. Polypedilum hastaferum ingår i släktet Polypedilum och familjen fjädermyggor. Inga underarter finns listade i Catalogue of Life.